# DCforData
DCforData est un centre de données français fondé en 2011, dont le siège social est situé à Limonest près de Lyon. L'entreprise a été rachetée par Free Pro en 2017 elle-même racheté par Group ILIAD en 2019.
Si les premiers centres de données étaient ceux des opérateurs télécoms (Orange, SFR...), et généralement situés dans la région parisienne, DCforData est implanté en Rhône-Alpes.

## Historique
La société est créée par Nicolas Pitance, dirigeant de Completel de 1997 à 2007.
En 2011, lors de la création de la société , des investissements ont été réalisés en vue de moderniser le site existant et d’avoir des infrastructures de type Tier 3, selon les critères définis par l'Uptime Institute.
À la suite de l’extension du bâtiment en 2013, qui a permis de doubler la surface du site, DCforDATA possède actuellement 900 m2 dédiés à l’IT. En 2015, DCforDATA obtient la certification ISO 27001, norme relative au Management de la Sécurité du Système d’Information et est en attente de l’agrément HADS pour 2017 (Hébergeur Agrée de Données de Santé).
Fort de son développement, DCforDATA est engagé à construire un deuxième centre de données de 3 658 m2 à Lyon, livrable mi-2018, il représentera le plus important centre de données de Lyon intra-muros créateur d’emplois et d’attractivité pour le territoire.
Partenariat industriel avec Free Pro : octobre 2017, les actionnaires individuels (40 % du capital) ayant participé à la création de l’entreprise cèdent leurs parts à l’opérateur Free Pro. Cette opération vise à accompagner les entreprises et collectivités de la région Auvergne-Rhône-Alpes dans leurs projets IoT, Smarticities et Big Data

## Description et services
Le centre de données de DCforDATA , est un bâtiment constitué de plusieurs salles informatiques, aussi appelé centre de calculs.
À l’origine le bâtiment hébergeait Dolfin Télécom, opérateur radio de l’autoroutier APRR. Il était déjà équipé en fibre optique sur deux arrivées distinctes.
L'espace utilisable pour la colocation ou la location de serveurs est de 900 m2, divisée en plusieurs salles. Le centre de données propose des baies et cages privatives.
- La sécurité est assurée par un accès par badges, des lecteurs biométriques par empreintes digitales, des caméras infrarouges et la présence de gardiens sur le site.
- La redondance électrique est garantie par trois onduleurs et deux groupes électrogènes.
- La technologie de climatisation utilisée est celle du couloir froid, combinée à des salles sur plancher technique rafraîchies par un système d’eau glacée.

Dans les salles de colocation, destinées au système de climatisation en couloir froid (détente directe), les baies sont installées face à face et forment un couloir, fermé par un toit et une porte. L'air chaud expulsé des serveurs est récupéré, filtré, rafraichit, et réinjecté froid à l'intérieur du couloir. Dans ces zones en couloirs froids, il n'y a pas de système de plancher technique (appelé aussi faux plancher). Les climatisations sont indépendantes les unes des autres, et sont intercalées entre les baies.

## Marché
La société est spécialisée en location d’espace pour les entreprises souhaitant externaliser leurs infrastructures informatiques et télécoms sur Lyon.
Ce site permet aux sociétés de conserver leurs serveurs et leurs données localement. La situation géographique sur le territoire français assure aux clients de DCforDATA de ne pas dépendre du Patriot Act. Nonobstant les 154 datacenters en France, le marché reste de niche.
ZDNet note d'ailleurs que DCforData participe au développement de l'emploi dans le secteur IT français en dehors de la région parisienne.
Les clients de ce centre de données sont principalement, des grands comptes régionaux et des SSII à part équivalente en 2013.
En 2015, le développement du Cloud Computing, de l'infogérance et des solutions de Backup, PRA, PCA ont permis à de nouveaux acteurs de l'informatique et des télécoms, de participer à l'expansion de DCforDATA. Les salles privatives ont attiré des grands comptes internationaux.
Depuis le mois d'octobre 2015, DCforDATA a obtenu la certification ISO 27001:2013.

## Réseau
Le centre de données est carrier neutral, ce qui signifie qu’il est indépendant des opérateurs et n'a pas de restriction. Dix-neuf opérateurs délivrent du service aux clients du site. Il est relié en fibre noire au Netcenter de Vénissieux pour faire de la réplication dans le cas de PRA / plan de reprise d’activité et PCA/plan de continuité d'activité.
Outre les opérateurs transit, Rezopole, qui gère les points d'échange de peering sur Lyon avec Lyon Internet Exchange, a ouvert son troisième point de présence LyonIX 3 dans ce centre de données.